# Ḩefz̧ābād (ort i Ardabil)
Ḩefz̧ābād (persiska: حفظ آباد) är en ort i Iran.   Den ligger i provinsen Ardabil, i den nordvästra delen av landet, 400 km nordväst om huvudstaden Teheran. Ḩefz̧ābād ligger 1 850 meter över havet och antalet invånare är 271.
Terrängen runt Ḩefz̧ābād är lite bergig. Runt Ḩefz̧ābād är det ganska glesbefolkat, med 42 invånare per kvadratkilometer. Närmaste större samhälle är Baqarābād, 19,4 km norr om Ḩefz̧ābād. Trakten runt Ḩefz̧ābād består i huvudsak av gräsmarker.